# Hombre de la esquina rosada (pel·lícula)
Hombre de la esquina rosada és una pel·lícula argentina estrenada el 26 de juny de 1962 dirigida per René Mugica, els actors principals del qual són Francisco Petrone, Jacinto Herrera, Walter Vidarte i Susana Campos. Es tracta d'un drama basat en el conte del mateix nom de Jorge Luis Borges que el director va situar en els suburbis de la ciutat de Buenos Aires l'any 1910 i que gira al voltant dels temes de la destinació, el coratge i la tragèdia. Última pel·lícula en la qual actua Maria Esther Buschiazzo.
El conte de Borges conté unes poques escenes, no ocupa més de sis pàgines i transcorre durant unes poques hores de la nit i enmig d'un ball al voltant de l'any 1900. En canvi en la pel·lícula se li dona com a context les celebracions del centenari de la pàtria en 1910, i és enmig dels festejos populars on, acabat de sortir de la presó per un indult general, apareix el personatge, encarnat magistralment per Francisco Petrone, i que no vol tenir problemes amb ningú, però a qui la fatalitat o un altre factor misteriós va anar guiant fins a la seva destinació final, en la culminació d'aquesta nit.

## Repartiment
- Francisco Petrone - Francisco Real, "El Corralero"
- Walter Vidarte - El Oriental
- Susana Campos - La Lujanera
- Jacinto Herrera - Rosendo Juárez, "El Pegador"
- Berta Ortegosa - Julia
- Jorge de la Riestra - Eleodoro, "El Turco"
- María Esther Podestá - Casera de la pensión
- María Esther Buschiazzo - Madre de Nicolás Fuentes
- Mario Savino - Cosme
- Juan Carlos Galván - Juan
- Ricardo Argemí - Don Carmelo
- Alberto Barcel - Comisario
- Isidro Fernán Valdez - Tío de Nicolás Fuentes
- Adolfo Linvel - Nicanor
- Tino Pascali - Intendente
- Andrés Rivero - Padre de Nicolás Fuentes
- Claudio Lucero - Agente Medina
- Manuel Rosón - Ramón Santoro
- Susana Brunetti - Mujer en pulpería
- Zulma Grey - Prostituta
- Aída Villadeamigo - Florista
- Mercedes Escribano - Vieja
- Rafael Chumbita
- Délfor Medina - Comisario 2
- Rafael Diserio - Carrero
- Ovidio Fuentes - Puestero
- Héctor Fuentes - Muchacho en pulpería
- Reina del Carmen
- Mariel Comber - Mujer en pulpería

## Sinopsi
Nicolás Fuentes va ser empresonat com a conseqüència de la traïció de Ramón Santoro, Rosendo Juárez i de la seva pròpia dona, La Lujanera. Abans de morir a la presó li conta la seva història a un altre presidiari anomenat Francisco Real, conegut com El Corralero, un maco de San Telmo. Real surt lliure per indult en ocasió de les festes del Centenari i enmig dels festejos mata a un provocador desconegut. Al saber que el mort era Santoro comprèn que sense proposar-l'hi serà instrument de la venjança de Fuentes. És així que en un ball troba a Juárez, que estava convivint amb La Lujanera, i el desafia en nom de Nicolás Fuentes però l'altre, que no tem a Real però sí al mort, refusa i queda humiliay. El Corralero serà mort aleshores per El Oriental, qui cobdicia La Lujanera.

## Crítica
En examinar aquesta pel·lícula ha dit el crític Fernando Peña: 
| « | "Hi ha pur cinema en cadascun dels 68 minuts d'aquesta pel·lícula. Immediatament després dels títols Mugica vincula visualment Francisco Real amb Rosendo Juárez, a través d'un cavall negre que es desboca i que després resultarà ser una figura per a designar a la mort. Un cec, amic de Nicolás Fuentes, ensopega amb Francisco Real però, encara que no canvien paraula, és obvi que en el maco pressent al mort i aquesta premonició no és gratuïta perquè Real està a punt de venjar a Fuentes per primera vegada. Els diàlegs són mínims i rigorosament informatius: quan La Lujanera li diu a Rosendo "Vós sabés que a mi m'agraden els homes fets", està traçant el seu recorregut previ, del prostíbul a Fuentes i a Rosendo, però també el seu itinerari posterior, de Rosendo a l'Oriental passant pel Corralero. Quan ho mata, l'Oriental es justifica com a personatge i adquireix una nova funció narrativa perquè marca el final del protagonista però també el seu començament, ja que aquesta primera mort i la possessió de la Lujanera no fan una altra cosa que inaugurar la seva pròpia vida de maco." | » |

A l'entrevista que li realitzés Radio Nacional de España, Borges comptava el següent: 
| « | "De totes les adaptacions cinematogràfiques de la meva obra, només va haver-hi una bona: el mal conte Hombre de la esquina rosada va inspirar un excel·lent film amb el mateix títol, dirigit per René Mugica. Era aquest un film admirable, molt superior al relat frèvol en el qual es va inspirar. La resta que s'ha fet prefereixo callar-ho. (...) Després va haver-hi una pel·lícula titulada Los otros (Les autres (1974), d'Hugo Santiago). Això es va fer en francès. No recordo el nom del director. Es va estrenar a París, on va fracassar. Jo no la vaig veure mai. També van fer altres pel·lícules de les quals no vull recordar-me. (...) Encara que vaig participar en algun dels guions, després tot aquell treball va ser transformat de tal manera –potser millorat– que jo no el vaig reconèixer en veure el producte final. Per exemple, en un d'aquells films havien invertit l'ordre cronològic del relat: començaven pel mig, després anaven al final, i per a acabar, tornaven al principi. Tot això sense que jo tingués res a veure. Per això sempre els dic als cineastes que facin el que vulguin amb els meus arguments. Jo prefereixo que no posin el meu nom per a no fer-me responsable de res. Així i tot, ells insisteixen a posar el meu nom i després jo resulto responsable de l'ofensa". | » |

La crònica del diari La Nación assenyalava que: 
| « | "Els adaptadors han realitzat una labor molt encertada. Han inventat entorn dels personatges borgeans una anècdota obsessiva i misteriosa … La realització de René Mugica té troballes notables … i sorprèn la notable precisió dels talls així com la qualitat de moltes preses …Francisco Petrone transmet amb exactitud l'estampa i l'ímpetu del personatge central." | » |

## Premis
- Premi al millor actor (Francisco Petrone) en el I Concurs de Cinema de Parla Castellana, paral·lel a la ressenya mundial de festivals cinematogràfics d'Acapulco (1962).
- Premio Perla del Cantàbric a la millor actriu de parla hispana (Susana Campos) al Festival Internacional de Cinema de Sant Sebastià (1962).[5]
- Premi a la millor pel·lícula de l'Instituto Nacional de Cinematografía (1961).